# Dunaszentpál
Dunaszentpál là một thị trấn thuộc hạt Győr-Moson-Sopron, Hungary. Thị trấn này có diện tích 9,81 km², dân số năm 2010 là 752 người, mật độ 77 người/km².